# The Brave and the Bold (album)
The Brave and the Bold è un album in studio collaborativo del gruppo musicale post-rock statunitense Tortoise e del cantautore folk statunitense Bonnie 'Prince' Billy, pubblicato nel 2006. Si tratta di un album di cover.

## Tracce
1. Cravo É Canela (Milton Nascimento) – 3:09
2. Thunder Road (Bruce Springsteen) – 6:28
3. It's Expected I'm Gone (Minutemen) – 3:21
4. Daniel (Elton John) – 4:59
5. Love Is Love (Lungfish) – 3:31
6. Pancho (Don Williams) – 3:13
7. That's Pep (Devo) – 2:41
8. (Some Say) I Got Devil (Melanie Safka) – 3:33
9. The Calvary Cross (Richard Thompson) – 5:08
10. On My Own (Quix*o*tic) – 3:41